# 気仙沼市立新城小学校
気仙沼市立新城小学校（けせんぬましりつ しんじょうしょうがっこう）は、宮城県気仙沼市茗荷沢にある公立小学校。

## 概要
2008年（平成20年）ユネスコスクール協力校に加盟。

## 沿革

### 略歴
1874年（明治7年）3月、新城月立小学校として宝鏡寺内に創設される。その後、河原崎小学校・新城小学校と改称し、1955年（昭和30年）に気仙沼市立新城小学校となる。 1974年（昭和49年）に開校100周年を迎えた。2014年（平成26年）落合小学校統合と統合する。

### 年表
出典
- 1874年（明治7年）3月15日 - 新城月立小学校として宝鏡寺内に創設
- 1877年（明治10年）- 河原崎小学校と改称
- 1885年（明治18年）- 新城小学校と改称
- 1898年（明治31年）- 田尻沢に新校舎完成
- 1933年（昭和8年）- 新校舎完成
- 1949年（昭和24年）- 校章制定
- 1955年（昭和30年）- 気仙沼市立新城小学校と改称
- 1956年（昭和31年）- 屋内運動場兼講堂完成
- 1958年（昭和33年）- 校章制定
- 1970年（昭和45年）- プール完成
- 1974年（昭和49年）- 開校100周年記念式典挙行
- 1982年（昭和57年）- 茗荷沢（現在地）に新校舎，体育館完成
- 1996年（平成8年）- 日本標準教育賞学校賞受賞
- 1997年（平成9年）- 花いっぱいコンクール最優秀賞受賞
- 2008年（平成20年）- 全国花いっぱい大会表彰、ユネスコスクール協力校に加盟[1]
- 2011年（平成23年）- 東日本大震災により臨時休業等の措置
- 2014年（平成26年）- 新城小学校と落合小学校統合
- 2015年（平成27年）- 新プール完成

## 教育目標
個性を生かす教育を重視し、共に学び、たくましく、心豊かな子供の育成

## 学校行事
| - 4月 第1学期始業式、入学式 - 5月 - 6月 | - 7月 - 8月 - 9月 | - 10月 1学期終業式、2学期始業式 - 11月 - 12月 | - 1月 - 2月 - 3月 6年生を送る会、卒業式、修了式 |

## 通学区域
- 気仙沼市（行政区）[3]
  - 立沢区・田柄1区・田柄2区・田柄3区・高屋敷区・新城東区・和野区・金成沢区・下廿一区・上廿一区・下前木区・上前木区・表松川区・内松川区・下八瀬区の一部

## 進学先中学校
- 気仙沼市立新月中学校[3]

## 学区内の主な施設
- 気仙沼市立新月中学校
- 気仙沼市営野球場
- 気仙沼市 新月公民館
- 新城簡易郵便局

## 交通
- JR東日本 気仙沼線BRT（バス高速輸送システム）東新城駅停留所から徒歩約20分